# Ixhuatlán de Madero
Ixhuatlán de Madero är en kommun i Mexiko.   Den ligger i delstaten Veracruz, i den sydöstra delen av landet, 180 km nordost om huvudstaden Mexico City.
Följande samhällen finns i Ixhuatlán de Madero:
- San Francisco
- Pisaflores
- Llano de Enmedio
- Xochimilco
- Tzocohuite
- Ojital Cuayo
- Ayolia
- Piedra Grande
- Lomas del Dorado
- Joya Chica
- El Tepetate
- Reyixtla
- La Pita
- Tlachiquile
- Molango
- Pahua Grande
- Cerro del Progreso
- Tecalco
- Piedra Grande Chijolito
- Milcahual
- Marcialta
- Chapopote
- Cuahueloco
- Vista Alegre
- Piedra Grande la Sierra
- Siete Palmas Barrio Arriba
- Cantollano
- La Reforma
- El Becerro
- Juntas Grandes
- San José el Salto
- Huitzitzilco
- Naranjo Dulce
- Siete Palmas Barrio Abajo
- Rancho Nuevo
- Las Flores
- El Mirador
- La Palma Capadero
- La Aguada
- Zimatla
- Tecomate de Beltrán
- El Campo
- La Chaca
- Achichipic
- Tepozuapan
- Cerro el Tablón
- Xomulco
- Emiliano Zapata
- La Colmena
- San Bernardo
- Apachahual
- El Nopal
- Ayotla
- Tepetlaco
- Chahuantla
- Lechcuatitla
- Heberto Castillo Martínez
- Chijolito Milcahual
- Villahermosa
- Acatipan
- Joya Grande
- Paso de Ayolia
- Las Mesillas
- Zolontla